# 8e cérémonie des Boston Society of Film Critics Awards
La 8e cérémonie des Boston Society of Film Critics Awards, décernés par la Boston Society of Film Critics, a eu lieu le 10 janvier 1988, et a récompensé les films réalisés en 1987.

## Palmarès

### Meilleur film
- Hope and Glory

### Meilleur réalisateur
- Stanley Kubrick pour Full Metal Jacket

### Meilleur acteur
- Albert Brooks pour le rôle de Aaron Altman dans Broadcast News

### Meilleure actrice
- Holly Hunter pour le rôle de Jane Craig dans Broadcast News

### Meilleur acteur dans un second rôle
- R. Lee Ermey pour le rôle du sergent instructeur Hartman dans Full Metal Jacket

### Meilleure actrice dans un second rôle
- Kathy Baker pour le rôle de Punchy dans La Rue (Street Smart)

### Meilleur scénario
- Broadcast News – James L. Brooks

### Meilleure photographie
- Le Dernier Empereur (The Last Emperor) – Vittorio Storaro

### Meilleur film en langue étrangère
- Ma vie de chien (Mitt liv som hund) •  Suède

### Meilleur documentaire
- Marlene